# Échelle de sexualité compulsive
L'Échelle de sexualité compulsive (ou Sexual Compulsivity Scale) est une mesure psychométrique de l'hypersexualité et de la dépendance sexuelle, développée par Seth Kalichman. Elle se compose d'une série de déclarations qui doivent être notées selon le degré de cohérence avec la vie et les expériences du patient-candidat.
Les scores de cette échelle prédisent différents résultats en matière de santé.